# リリーほくと商事
リリーほくと商事株式会社（リリーほくとしょうじ）は、山形県鶴岡市に本社をおく、保険代理店。

## 概要
1953年（昭和28年）3月に荘内銀行系列の損害保険代理店、辰巳興業として創業され、1979年（昭和54年）2月に保険・不動産部門が独立してリリー商事が設立された。2002年（平成14年）4月には保険部門に特化するため、同社から分離独立。新たにリリー保険が設立された。
2006年（平成18年）11月、個人部門強化のためアイリックコーポレーションと業務提携。来店型保険ショップ「保険クリニック」を展開。1号店として2007年（平成19年）1月に鶴岡店をオープンした。
2007年（平成19年）2月に東北地方では初めて銀行代理業の認可を受け、3月には「荘銀リリーあこや町代理店」を開設。11月には同行新庄南支店が新庄支店を母店とする有人出張所への降格に伴い、新庄南出張所所在地に個人向け店舗として「荘銀リリー新庄代理店」を開設した。
2010年（平成22年）7月に北都銀行系の保険会社「ほくと商事」と合併し、リリーほくと商事に商号変更した。

## 沿革
- 1953年（昭和28年）3月10日 - 辰巳興業として創業。
- 1979年（昭和54年）2月22日 - リリー商事として荘内銀行から独立。
- 2001年（平成13年）1月1日 - 霞城セントラル内にチケットぴあ代理店を開設。
- 2002年（平成14年）4月1日 - リリー商事の保険部門が分離独立し、リリー保険として設立。
- 2006年（平成18年）11月8日 - アイリックコーポレーションと業務提携。
- 2007年（平成19年）
  - 2月8日 - 銀行代理業の認可。
  - 3月22日 - 荘銀リリーあこや町代理店の営業開始。
  - 11月26日 - 荘銀リリー新庄代理店の営業開始。
- 2010年（平成22年）
  - 7月1日 - ほくと商事と合併し、リリーほくと商事に商号変更。
  - 11月26日 - 荘銀リリー新庄代理店の営業終了。
- 2014年（平成26年）
  - 12月1日 - 山形支店を山形市あこや町より同市諏訪町（荘内銀山形南支店旧所在地）へ移転。あこや町代理店は荘銀リリー諏訪町代理店に改称された。
  - 12月31日 - 保険クリニック仙台青葉店の営業を終了。